# 无柄杜鹃
无柄杜鹃（学名：Rhododendron watsonii）为杜鹃花科杜鹃花属下的一个种。

## 扩展阅读
- 維基物種上的相關：无柄杜鹃